# 瓦利城 (伊利諾伊州)
瓦利城（英語：Valley City）是位於美國伊利諾伊州派克縣的一個村落。

## 地理
瓦利城的座標為39°42′22″N 90°39′13″W / 39.70611°N 90.65361°W，而該地最高點為海拔高度139米（即456英尺）。

## 人口
根據2010年美國人口普查的數據，瓦利城的面積為0.54平方千米，當中陸地面積為0.54平方千米，而水域面積為0.00平方千米。當地共有人口13人，而人口密度為每平方千米24人。